# Fábio Souza dos Santos
Fábio Souza dos Santos, mais conhecido apenas como Fabinho (Recife, 7 de Setembro de 1983), é um ex-futebolista brasileiro que atuava como atacante.

## Carreira
Em 2002 Fabinho começou a carreira no Paulista de Jundiaí, sem muito brilho. Em 2003 acertou sua transferência para o Bragantino e no mesmo ano para o Napoli. Na Itália permaneceu por 2 anos, sendo muito pouco aproveitado e muitas vezes nem relacionado para os jogos. Em 2005 voltando para o Brasil, no Olímpia jogou o campeonato Paulista permanecendo por 2 anos lá. Em  2007 o jogador foi jogar no Canedense-GO, tendo um certo destaque no clube. Em 2007 e em 2008 jogou pelo Mirassol. Em 2009 se transferiu para o tradicional Botafogo-SP.
No mesmo ano, o jogador foi para o time que mais se identificaria: o Guarani. Em sua primeira passagem pelo time campineiro, foi um dos destaques na equipe que conquistou o acesso à Série A do Campeonato Brasileiro. A péssima campanha na Série A2 do Campeonato Paulista de 2010 e a reformulação do elenco para a elite do nacional fizeram a diretoria alviverde o emprestar para a Portuguesa. Ao final do seu empréstimo voltou para o time campineiro e repetiu as boas atuações de 2009, guiando a equipe aos vice-campeonatos da A2 de 2011 e do Campeonato Paulista de 2012. O desempenho chamou a atenção do Cruzeiro, que acertou sua contratação após o estadual. Sem destaque, foi emprestado para o Criciúma em 2013.

### Joinville
Em 2014 acertou com o Joinville, onde foi peça fundamental para o acesso à Série A do Campeonato Brasileiro, e para a conquista inédito do título do Série B do Campeonato Brasileiro.

### Ceará
Em maio de 2015, após rescindir o contrato com o Joinville, Fabinho acertou até o final da temporada, com o Ceará.

### Vila Nova
Em Maio de 2016, o atacante Fabinho acertou com o Vila Nova Futebol Clube, de Goiás, até o final da série B do Campeonato Brasileiro.

### ABC
Em julho de 2017 foi liberado pelo Londrina pra acertar com o ABC até o final da Série B.

## Títulos
Criciúma
- Campeonato Catarinense: 2013

Joinville
- Campeonato Brasileiro Série - B: 2014